# خط أسطرنجيلي

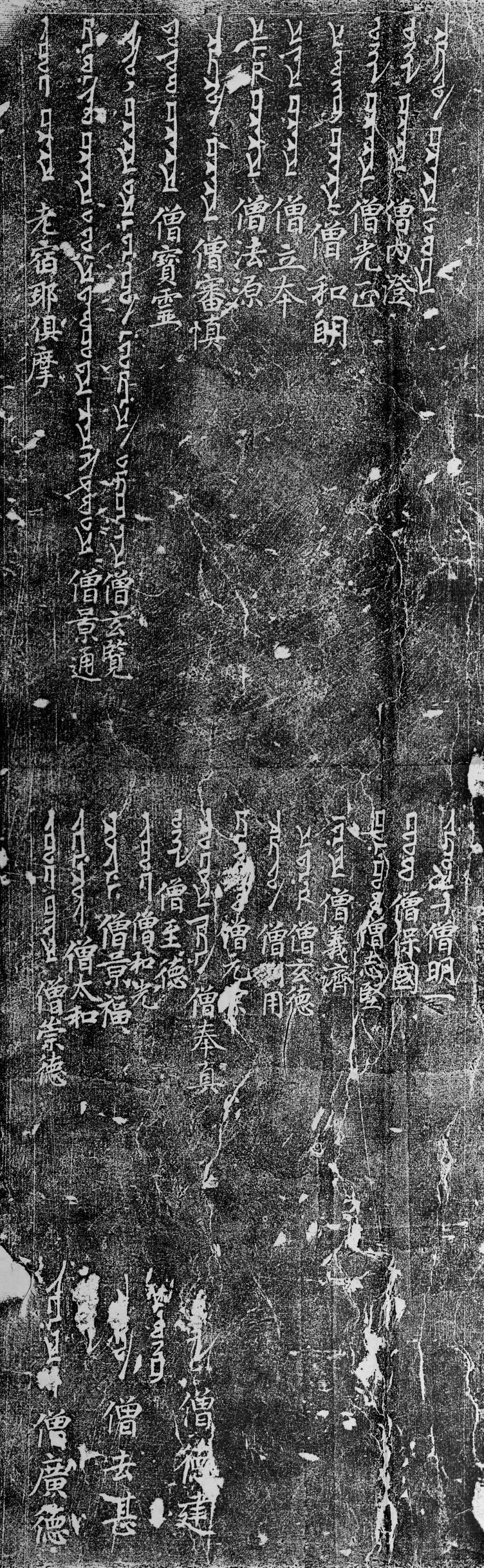
المسلة النسطورية بالصين، حوالي 781 ميلادية، ويظهر بها خط الإسطرنجيلي.

الخط المفتوح أو الثقيل ويقال له الأسطرنجيلي (بالسريانية: ܐܣܛܪܢܓܠܐ، نسخ حرفي: أسطرنجلا) هو أحد خطوط السريانية الثلاثة، ويعتبر أقدمها إذ عثر على أقدم رقيم بهذا الخط سنة 6 ميلادية. استخدم هذا الخط حصريا بكتابة الأناجيل السريانية ولعل أبرز مخطوطة كتبت به هو إنجيل البشيطتا في القرن الثاني الميلادي.
يختلف الباحثين في أصل تسمية هذا الخط، فبعضهم يعزيه إلى اللفظة السريانية ܣܪܛܐ ܐܘܢܓܠܝܐ سَطرا إيوَنجليا، أي «خط الإنجيل» بينما يعتقد آخرون بعودته إلى اليونانية στρογγύλη سترونجيلي بمعنى «المدور» نسبة إلى شكله.
قل أستعمال هذا الخط بداية من العصور الوسطى ليحل محله كلا من الخط السرياني الشرقي لدى المشارقة السريان والخط السرياني الغربي للمغاربة. غير أنه لا يزال يستعمل في كتابة عناوين الكتب والمجلات فبالإمكان مقارتنه بالأشكال الكبيرة بالأبجديتين اليونانية واللاتينية.